# Дисулфид
Дисулфидите са химични съединения, съдържащи функционална група R–S–S–R′ или анион S2−
2. Връзката между двата радикала се нарича дисулфидна връзка и обикновено се образува чрез отнемане на водород от две тиолни връзки. В неорганичната химия дисулфидни аниони се срещат в няколко редки минерала, но дисулфидната функционална група има ключово значение за биохимията. Дисулфидните връзки, образувани между тиолни групи в два цистеинови радикала са важен компонент на вторичната и третичната структура на белтъците. Дисулфидните връзки допринасят за стабилизирането на конформацията на белтъчните молекули. Дисулфидните връзки могат да бъдат разрушени от окислители и редуктори.